# Карнавал в Ганновері

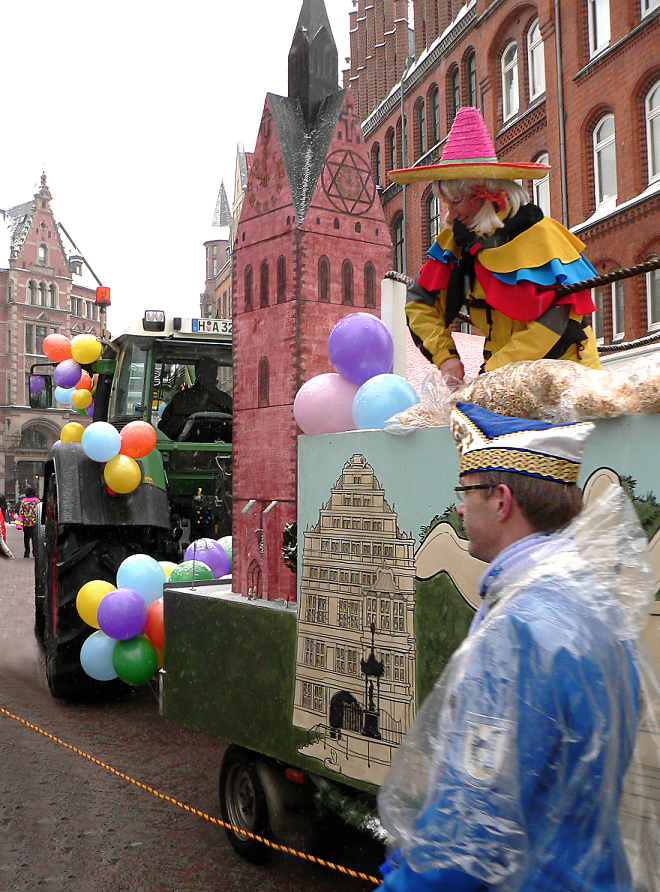
Карнавальна демонстрація з моделлю церкви.

Карнавал в Ганновері, одина з німецьких карнавальних твердинь на півночі Німеччини. Карнавальна культура у Ганновері почала розвиватися з початку 1990 - х років. Ганноверські королі і ганноверські курфюрсти святкували Венеціанський карнавал уже в 17  і 19  ст. Ця традиція, однак, була припинена. Тільки на початку 1960-х років була заснована перша ганноверська карнавальна організація. В даний час (2016) існує 16 карнавальних клубів в районі Ганновера. Карнавальний парад проводиться лише з 1992 р. 

## Пісні
В Ганновері використовується як назва «Карнавал», так і назва «Фашинг» (Масляна). Традиційне карнавальне вітання «Hannover Helau» (Ганновер хелау). Основою гімну ганноверського карнавалу є пісня «Viva Hannovera» варіація «Viva Colonia». Але збереглися також навіть традиційні пісні. Так що пісні «Веселі ганноверці», «В Ганновері на повідку» і « Наша Нижня Саксонія» є також частиною репертуару.

## Проведення

### Початок

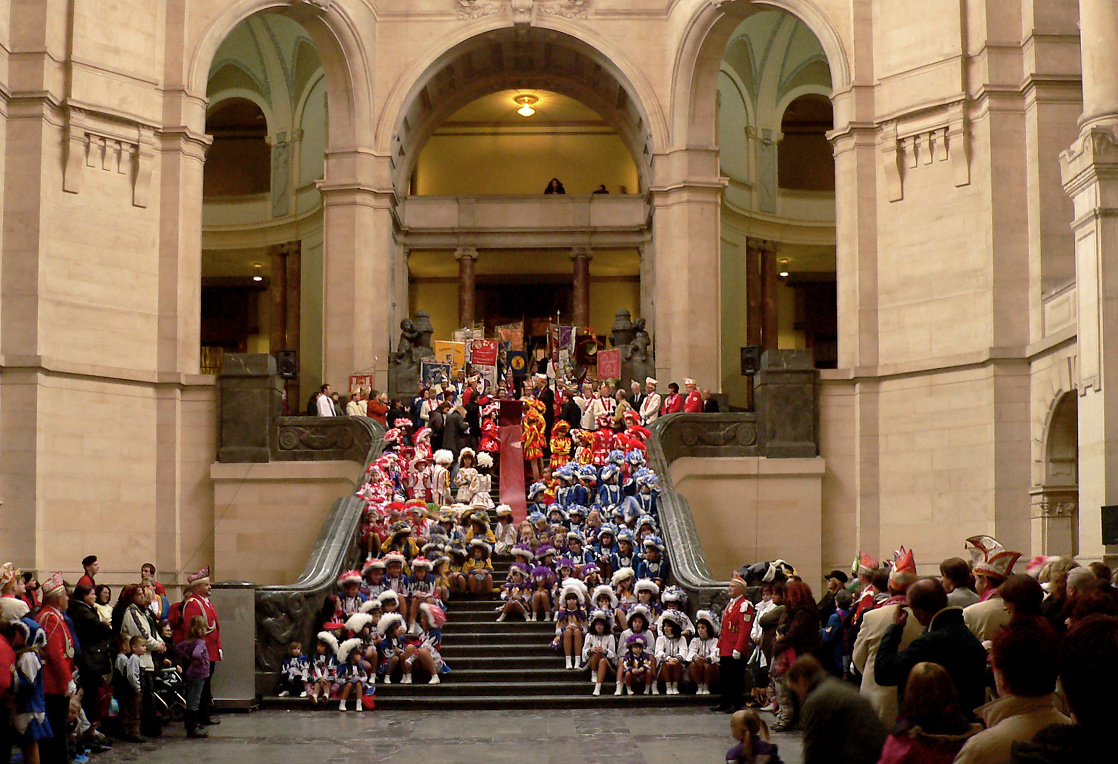
Штурм Нової Ратуші в Ганновері у листопаді 2009 року

Карнавал в Ганновері традиційно починається в суботу після або до 11 листопада. О 11:11 карнавал штурмує нову міську ратушу . Мер символічно вручає карнавалу ключ ратуші. Це супроводжується невеликою програмою з музики і танцю. Ввечері в ангарі N 5 проводиться засідання з проголошенням королівської пари, яка була названа вже 11 листопада закритою організацією. Лише блазні відкривали карнавал 11 листопада. Приблизно через тиждень після відкриття, у Свіш-Лайф-Галлі проводиться Каю-Гензель-Турнір, де є турнір з карнавального танцю.

### Зібрання і Жіночий четвер
Ганноверські карнавальні спілки організують з січня по лютий 30 церемоніальних зустрічей і вечірок.  На порядку денному музичні і танцювальні живі виступи. Кожні кілька років відбувається  велика нарада, яка транслюється  телебаченням.
В жіночий четвер беруть жінки все під свій контроль. Символічно, жінки відрізають краватки у чоловіків. З цього приводу є ще дкілька подій в Ганновері. 

### Парад і передостанній день карнавалу

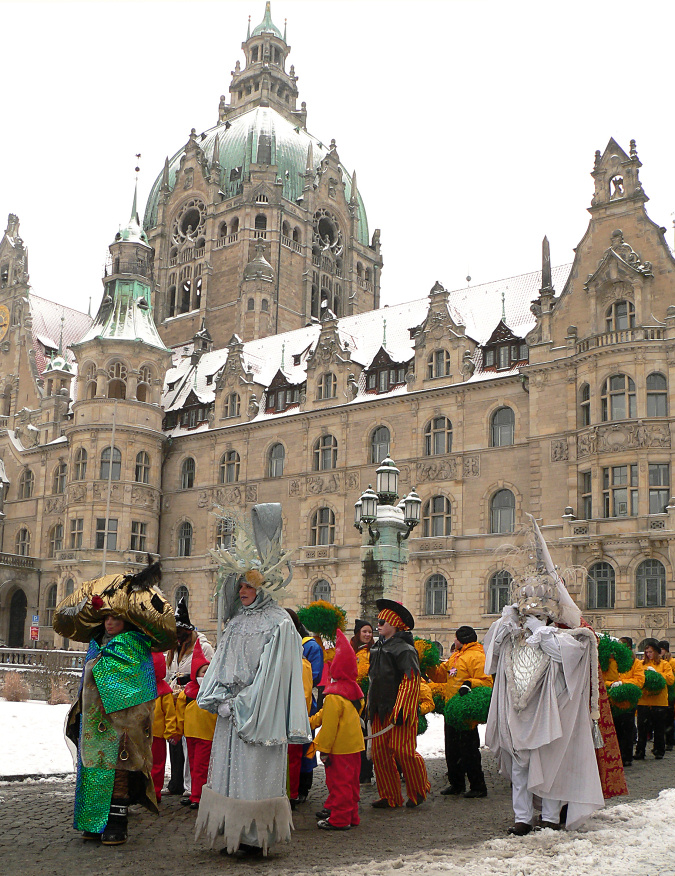
Початок ходи карнавалу перед Новою Ратушею в лютому 2010 року

Карнавальний парад триває з суботи до понеділка. Двокілометровий потяг зазвичай починається о 13:11 в Кулеманнштрассе (біля нової міської ратуші) і закінчується біля пивоварні Ернст - Аугуст. На розі Сайльвіндерштрассе / Остерштрассе (поруч з площею міжнародної виставки) знаходиться сцена. Потяг складається приблизно з 3000 учасників карнавалу з Ганновера і Північної Німеччини, 10 оркестрів, 20  платформ на колесах і кабріолетів.  80000 і 100000 глядачів юрмляться на узбіччі.  
З 2011 року в неділю о 11:00 біля озера Маш проходить карнавальна хода. Мета цієї карнавальної ходи полягає в тому, щоб якомога барвистіше замаскувати озеро. 
Передостанній день карнавалу в Нижній Саксонії не вважається святом. Проте, в цей день багато дитячих садочків і шкіл беруть участь в карнавальній ході. Найбільша вечірка передостаннього дня карнавалу відбувається ввечері в пивоварні Ернст - Август.

### Попільна середа
Карнавал в Ганновері закінчується богослужінням і традиційним пранням гаманців в озері Маш. За традицією, вода має промити нові гроші в гаманцях, які були сильно розфарбовані під час карнавального сезону.